# Svanetorp

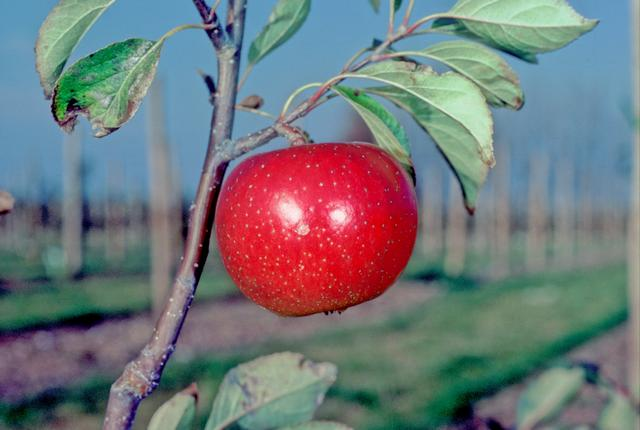
Mauss Reinette

Svanetorpsäpple (litografi av målning av Henriette Sjöberg (1842–1915)).

Svanetorp är en tysk äpplesort Multhaupts(Carmin)- Reinette. No 55 i "Illustriertes handbuch der obstkunde" av Eduard Lucas. Sorten började spridas i Sverige år 1908 av plantskolan Alnarps Trädgårdar. C-Vitaminhalt 5 mg/100 gram.
Det är ett vinteräpple uppkallat efter Svanetorps gård. Gården bildades år 1869 genom att apotekaren, på apoteket Svanen i Lund C.M. Åkerblom, köpte upp de båda gårdarna Karstorp 3 och Karstorp 4 i Lomma. Svanetorp blev sedermera ett villaområde i Åkarp.